# Conistra rubigineoides
Conistra rubigineoides là một loài bướm đêm trong họ Noctuidae.